# Ataeniobius toweri
El Goodeido rayado o Goodeido de cola azul ( Ataeniobius toweri) es una especie de peces de la familia Goodeidae nativa de México. Su género Ataeniobius es monotípico.